# ダニエル・ノーマン

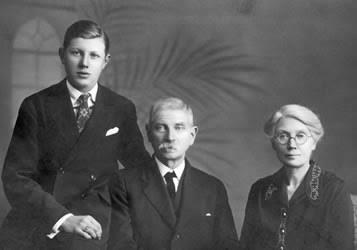
ノーマン一家。中央がダニエル、左が息子ハーバート、右が妻キャサリン。

ダニエル・ノーマン（Daniel Norman、1864年3月10日 - 1941年6月19日）は、カナダ人宣教師。ダニエル・ノルマンとも記される。主に長野県で伝道活動を行い、軽井沢避暑団の世話役として長年尽力したことから「軽井沢の村長さん」と呼ばれ親しまれた。

## 来歴
1864年3月10日、カナダのトロント近郊のオーロラの農家に生まれる。トロント大学ビクトリア・カレッジで神学を学び、メソジスト教会の牧師となる。1897年（明治30年）、ブラッドフォーク地方教区により日本への宣教師に選ばれ来日した。同年、超教派で外国人専用の軽井沢ユニオンチャーチを開設している。1901年、カナダに一時帰国。カレッジの同級生だったキャサリンと結婚し、再来日した。1902年より長野市に赴任。同年に軽井沢に土地を買い、別荘を建てている。
1903年の長女グレース、1905年の長男ハワードに次ぎ、1909年9月1日には、のちに外交官・歴史学者となる第三子のハーバートが生まれた。
1913年、避暑客と地元との調整などを目的として「軽井沢避暑団」（現 軽井沢会）結成。ダニエルは理事となった。軽井沢避暑団での働きや結核療養所開設に奔走したことから、“軽井沢の村長さん”と呼ばれ親しまれた。1920年に開設された「軽井沢ゴルフ倶楽部」の発起人にも名を連ねている。長野県北部を中心に教会の設立を推奨するとともに禁酒運動や廃娼運動を進め、1929年には信州農民福音学校を開校して農村伝道に力を注いだ。
1932年、長野での伝道活動をアルフレッド・ストーンに譲り引退。その後も帰国せず、しばらく軽井沢で余生を過ごした。軽井沢外国人墓地に墓所を購入し、信州に骨をうずめるつもりであったようであるが、日中戦争の拡大により陸軍を中心に反英・反米世論を高める動きが起きた。アメリカ政府は1940年に極東在住のアメリカ人に本国への引き上げを勧告し、イギリス政府も同様の勧告を出した。ダニエルの長男ハワードも「絶えず私服警官が付きまとい、定期的に尋問調査をするようになった。汽車に乗ろうものなら旅行目的や行き先をしつこく訊かれた。警察だけでなく周囲の人からも白い目で見られ、カナダに引き上げる方が適切であるように感じた」と記している。
ダニエル・ノーマン夫妻が日本を離れる決意をしたことは1940年12月15日の信濃毎日新聞に写真付き3段見出しで報じられ、「日本の土となる覚悟で日本に墓石を建てた私は母国に帰るというのにまったく好まざる他国へ行くと同様な哀しい気持ちである。」と涙をたたえ、さらに「私どもはキリスト（者）として平和を求めます。両国間に再び平和がめぐり来たることを信じます。帰国してからの生活は静かな生活をしたいと思います。そして神のごとき純潔な日本の人々の心を紹介し、親善のために戦うつもりです。最後に聖戦下日出ずる国日本の万歳を叫んで皆さんにお別れいたします」と固き握手を結んだという。
同年12月31日、ダニエルと妻のキャサリン、長男のハワード一家、長女のグレースと二人の子供は横浜港からカナディアン・パシフィック (CP Ships) の船で日本を離れた。このときダニエルは脳卒中を患っており、故郷トロントに着くと入院。帰国半年後の6月20日に77歳で死去した。訃報を受け、軽井沢では8月19日に「ダニエル・ノルマン氏追悼記念会」が行われ、次男ハーバートが中心となり、戦時色が濃くなりつつ時代であったが軽井沢に残っていた外国人宣教師や、日本人が一堂に会した。

## 没後

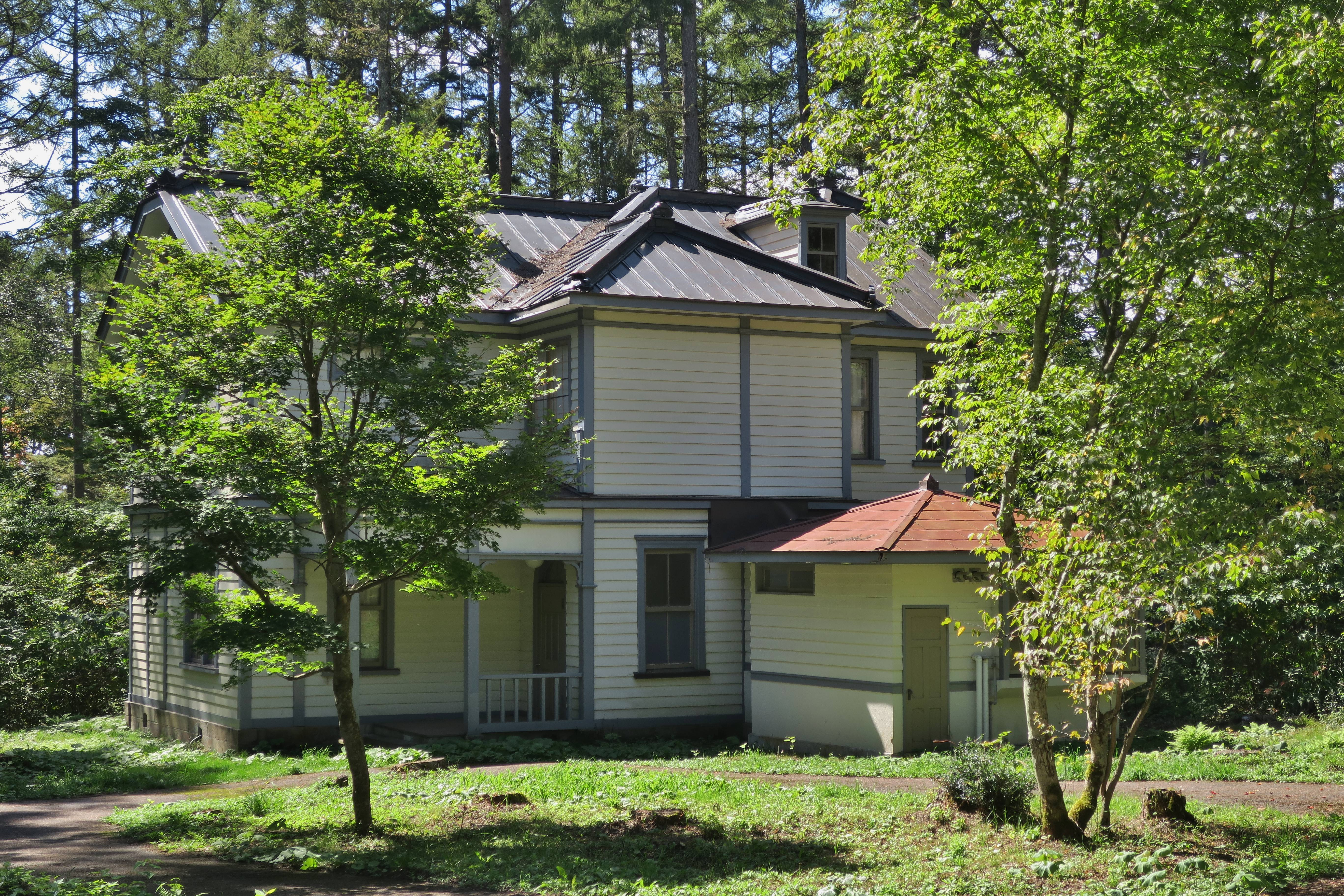

かつてダニエルの別荘があった軽井沢の小道は、彼の名を採り「ノーマンレーン」と名付けられた。旧軽井沢にある軽井沢幼稚園の運営母体は、彼の名を冠し「学校法人ダニエル・ノーマン記念学園」と称する。
長野市石堂町にダニエルが自ら設計し、1934年まで暮らした邸宅は北野建設の所有となり、飯綱高原に移築。県宝に指定され保存されている。